# جون أنتوني ويست
جون أنتوني ويست (بالإنجليزية: John Anthony West)‏ هو كاتب أمريكي، ولد في 1932 في نيويورك في الولايات المتحدة، وتوفي في 6 فبراير 2018.

## وصلات خارجية
- الموقع الرسمي